# کوفی جیجی
کوفی جیجی (انگلیسی: Koffi Djidji؛ زادهٔ ۳۰ نوامبر ۱۹۹۲) بازیکن فوتبال اهل فرانسه است که برای باشگاه تورینو بازی می‌کند.